# E77
La ruta europea E77 és una carretera que forma part de la Xarxa de carreteres europees. Comença a Pskov (Rússia) i finalitza a Budapest (Hongria) passant per Varsòvia. Té una longitud de 1690 km. Té una orientació de nord a sud i passa per Rússia, Estònia, Letònia, Lituània, Rússia, Polònia, Eslovàquia i Hongria.